# Atlapetes nationi
Tico-tico-de-barriga-ferrugínea ou tico-tico-de-barriga-ruiva (Atlapetes nationi) é uma espécie de ave da família Emberizidae.
É endémica do Peru.
Os seus habitats naturais são: regiões subtropicais ou tropicais húmidas de alta altitude e matagal tropical ou subtropical de alta altitude.